# Сельва-ди-Кадоре
Сельва-ди-Кадоре (итал. Selva di Cadore) — коммуна в Италии, располагается в провинции Беллуно области Венеция.
Население составляет 523 человека (2008 г.), плотность населения составляет 16 чел./км². Занимает площадь 33 км². Почтовый индекс — 32020. Телефонный код — 0437.
Покровителем коммуны почитается святой Лаврентий, празднование 10 августа.

## Демография
Динамика населения:

## Администрация коммуны
- Официальный сайт: http://www.comune.selvadicadore.bl.it/